# VC Rijmenam
VC Rijmenam is een Belgische voetbalclub uit Rijmenam. De club is aangesloten bij de KBVB met stamnummer 6897 en heeft wit-blauw als kleuren. De club speelt al heel zijn bestaan in de provinciale reeksen.

## Geschiedenis
Reeds in de Tweede Wereldoorlog sloot een club Rijmenam VC aan bij de Belgische Voetbalbond. Die club kreeg in 1943 stamnummer 3747. De ploeg speelde in de lagere provinciale reeksen. Begin jaren 50 hielde deze club het echter voor bekeken.
In februari 1966 werd opnieuw een club opgericht in Rijmenam. De nieuwe club sloot zich opnieuw aan bij de KBVB onder de naam VC Rijmenam, en kreeg stamnummer 6897. Rijmenam ging van start in Derde Provinciale. In 1972 zakte men naar de nieuwe Vierde Provinciale. De club ging in die periode enkele keren op en neer tussen de onderste twee niveaus. Ook de volgende decennia bleef men in Derde of Vierde Provinciale spelen.

## Jaartallen en reeksen waarin VC Rijmenam gespeeld heeft
| Jaartal   | Afdeling                        | Naam        | Opmerkingen         |
| --------- | ------------------------------- | ----------- | ------------------- |
| 1966-1967 | 3e provinciale B Antwerpen KBVB | VC Rijmenam |                     |
| 1967-1968 | 3e provinciale A Antwerpen KBVB | VC Rijmenam |                     |
| 1968-1969 | 3e provinciale G Antwerpen KBVB | VC Rijmenam |                     |
| 1969-1970 | 3e provinciale F Antwerpen KBVB | VC Rijmenam |                     |
| 1970-1971 | 3e provinciale D Antwerpen KBVB | VC Rijmenam |                     |
| 1971-1972 | 3e provinciale E Antwerpen KBVB | VC Rijmenam | DEGRADATIE          |
| 1972-1973 | 4e provinciale C Antwerpen KBVB | VC Rijmenam | PROMOTIE            |
| 1973-1974 | 3e provinciale B Antwerpen KBVB | VC Rijmenam | DEGRADATIE          |
| 1974-1975 | 4e provinciale C Antwerpen KBVB | VC Rijmenam | PROMOTIE            |
| 1975-1976 | 3e provinciale B Antwerpen KBVB | VC Rijmenam | DEGRADATIE          |
| 1976-1977 | 4e provinciale C Antwerpen KBVB | VC Rijmenam |                     |
| 1977-1978 | 4e provinciale D Antwerpen KBVB | VC Rijmenam |                     |
| 1978-1979 | 4e provinciale C Antwerpen KBVB | VC Rijmenam |                     |
| 1979-1980 | 4e provinciale C Antwerpen KBVB | VC Rijmenam |                     |
| 1980-1981 | 4e provinciale C Antwerpen KBVB | VC Rijmenam | PROMOTIE            |
| 1981-1982 | 3e provinciale B Antwerpen KBVB | VC Rijmenam | DEGRADATIE          |
| 1982-1983 | 4e provinciale C Antwerpen KBVB | VC Rijmenam | KAMPIOEN + PROMOTIE |
| 1983-1984 | 3e provinciale B Antwerpen KBVB | VC Rijmenam |                     |
| 1984-1985 | 3e provinciale C Antwerpen KBVB | VC Rijmenam |                     |
| 1985-1986 | 3e provinciale B Antwerpen KBVB | VC Rijmenam | DEGRADATIE          |
| 1986-1987 | 4e provinciale D Antwerpen KBVB | VC Rijmenam |                     |
| 1987-1988 | 4e provinciale D Antwerpen KBVB | VC Rijmenam |                     |
| 1988-1989 | 4e provinciale C Antwerpen KBVB | VC Rijmenam |                     |
| 1989-1990 | 4e provinciale D Antwerpen KBVB | VC Rijmenam |                     |
| 1990-1991 | 4e provinciale D Antwerpen KBVB | VC Rijmenam |                     |
| 1991-1992 | 4e provinciale C Antwerpen KBVB | VC Rijmenam | PROMOTIE            |
| 1992-1993 | 3e provinciale B Antwerpen KBVB | VC Rijmenam |                     |
| 1993-1994 | 3e provinciale C Antwerpen KBVB | VC Rijmenam |                     |
| 1994-1995 | 3e provinciale B Antwerpen KBVB | VC Rijmenam |                     |
| 1995-1996 | 3e provinciale B Antwerpen KBVB | VC Rijmenam | DEGRADATIE          |
| 1996-1997 | 4e provinciale B Antwerpen KBVB | VC Rijmenam |                     |
| 1997-1998 | 4e provinciale B Antwerpen KBVB | VC Rijmenam |                     |
| 1998-1999 | 4e provinciale B Antwerpen KBVB | VC Rijmenam | PROMOTIE            |
| 1999-2000 | 3e provinciale B Antwerpen KBVB | VC Rijmenam | DEGRADATIE          |
| 2000-2001 | 4e provinciale B Antwerpen KBVB | VC Rijmenam |                     |
| 2001-2002 | 4e provinciale B Antwerpen KBVB | VC Rijmenam |                     |
| 2002-2003 | 4e provinciale B Antwerpen KBVB | VC Rijmenam |                     |
| 2003-2004 | 4e provinciale B Antwerpen KBVB | VC Rijmenam |                     |
| 2004-2005 | 4e provinciale B Antwerpen KBVB | VC Rijmenam |                     |
| 2005-2006 | 4e provinciale B Antwerpen KBVB | VC Rijmenam | PROMOTIE            |
| 2006-2007 | 3e provinciale B Antwerpen KBVB | VC Rijmenam |                     |
| 2007-2008 | 3e provinciale B Antwerpen KBVB | VC Rijmenam | DEGRADATIE          |
| 2008-2009 | 4e provinciale B Antwerpen KBVB | VC Rijmenam |                     |
| 2009-2010 | 4e provinciale Antwerpen KBVB   | VC Rijmenam |                     |
| 2010-2011 | 4e provinciale Antwerpen KBVB   | VC Rijmenam |                     |
| 2011-2012 | 4e provinciale Antwerpen KBVB   | VC Rijmenam |                     |
| 2012-2013 | 4e provinciale Antwerpen KBVB   | VC Rijmenam |                     |
| 2013-2014 | 4e provinciale C Antwerpen KBVB | VC Rijmenam |                     |
| 2014-2015 | 4e provinciale Antwerpen KBVB   | VC Rijmenam |                     |
| 2015-2016 | 4e provinciale Antwerpen KBVB   | VC Rijmenam |                     |
| 2016-2017 | 4e provinciale Antwerpen KBVB   | VC Rijmenam |                     |
| 2017-2018 | 4e provinciale Antwerpen KBVB   | VC Rijmenam |                     |
| 2018-2019 | 4e provinciale Antwerpen KBVB   | VC Rijmenam |                     |
| 2019-2020 | 4e provinciale Antwerpen KBVB   | VC Rijmenam |                     |
| 2020-2021 | 4e provinciale Antwerpen KBVB   | VC Rijmenam |                     |
| 2021-2022 | 4e provinciale Antwerpen KBVB   | VC Rijmenam | KAMPIOEN + PROMOTIE |
| 2022-2023 | 3e provinciale Antwerpen KBVB   | VC Rijmenam | DEGRADATIE          |
| 2023-2024 | 4e provinciale D Antwerpen KBVB | VC Rijmenam |                     |
| 2024-2025 | 4e provinciale D Antwerpen KBVB | VC Rijmenam |                     |

## Trivia
VC Rijmenam wordt kortweg ook wel VCR genoemd. In Nederland is er een voetbalclub met dezelfde naam 'VCR'.